# Tau lepton
Tau lepton (još se koriste imena tau-čestica, tau, te ponekad tauon)  negativno je nabijena elementarna čestica iz skupine leptona čiji je najmasivniji pripadnik. Označava se grčkim slovom tau: τ− za negativno nabijeni tau lepton i τ+ za pozitivno nabijeni antitau koji je antičestica tau leptona.
Masa tau leptona iznosi 1777 MeV/c2, a vrijeme poluraspada 2,90·10−13 sekunda.